# 塔那那利佛省
塔那那利佛省（法語：Antananarivo）是馬達加斯加的一個省，位於該國中部，與除安齊拉納納省外的所有省份接壤，也是該國唯一內陸的省份。面積58,283平方公里，2001年人口4,580,788人。首府塔那那利佛也是國家的首都。下分19縣。